# Yo Kan
Yo Kan – chinesisch Han Yang – (* 19. Oktober 1978 in Shenyang) ist ein in China geborener japanischer Tischtennisspieler. Er nahm an drei Weltmeisterschaften und an den Olympischen Spielen 2008 teil.

## Werdegang
Yo Kan ist Rechtshänder, er spielt im Penholder-Stil.
Erste internationale Erfolge erzielte er 1994 noch unter chinesischer Flagge, als er bei den Asien-Jugendmeisterschaften im Einzel das Halbfinale erreichte. 1999 spielte er vier Monate lang beim österreichischen Verein SVS Niederösterreich, zu dem er 2007 noch einmal zurückkehrte.
Seit 2006 gehört er dem japanischen Nationalkader an.
Er nahm 2007, 2008 und 2009 an den Weltmeisterschaften teil. Dabei wurde er 2008 mit der japanischen Mannschaft Dritter.
2008 qualifizierte er sich für die Olympischen Spiele, und zwar direkt über die Weltrangliste. Im Einzel besiegte er in der dritten Runde den Russen Alexei Smirnow und unterlag in Runde vier dem Chinesen und späteren Silbermedaillengewinner Wang Hao. Im Mannschaftswettbewerb kam er auf Platz fünf.
Seine beste Position in der ITTF-Weltrangliste war Platz 17 im Jahr 2008 (Januar – April und September – November).

## Turnierergebnisse
| Verband | Veranstaltung                      | Jahr | Ort            | Land | Einzel        | Doppel        | Mixed     | Team |
| ------- | ---------------------------------- | ---- | -------------- | ---- | ------------- | ------------- | --------- | ---- |
| JPN     | Asienmeisterschaft ATTU            | 2007 | Yangzhou       | CHN  | letzte 16     |               |           | 2    |
| JPN     | Asian Cup                          | 2008 | Sapporo        | JPN  | 6. Platz      |               |           |      |
| CHN     | Asian Cup                          | 1996 | New Delhi      | IND  | Viertelfinale |               |           |      |
| JPN     | Asienspiele                        | 2006 | Doha           | QAT  | letzte 16     |               |           |      |
| CHN     | Asienmeisterschaft ATTU (Junioren) | 1994 | Joetsu Niigata | JPN  | Halbfinale    |               |           |      |
| JPN     | Olympische Spiele                  | 2008 | Peking         | CHN  | letzte 16     |               |           | 5    |
| JPN     | Pro Tour                           | 2010 | Suzhou         | CHN  | letzte 64     |               |           |      |
| JPN     | Pro Tour                           | 2010 | Incheon        | KOR  | letzte 16     |               |           |      |
| JPN     | Pro Tour                           | 2010 | Berlin         | GER  | letzte 64     |               |           |      |
| JPN     | Pro Tour                           | 2009 | Bremen         | GER  | letzte 16     |               |           |      |
| JPN     | Pro Tour                           | 2009 | Doha           | QAT  | letzte 64     | Halbfinale    |           |      |
| JPN     | Pro Tour                           | 2008 | Warschau       | POL  | Viertelfinale |               |           |      |
| JPN     | Pro Tour                           | 2008 | Berlin         | GER  | letzte 32     |               |           |      |
| JPN     | Pro Tour                           | 2008 | Singapur       | SIN  | letzte 64     |               |           |      |
| JPN     | Pro Tour                           | 2008 | Daejeon        | KOR  | letzte 16     |               |           |      |
| JPN     | Pro Tour                           | 2008 | Yokohama       | JPN  | letzte 16     |               |           | 5    |
| JPN     | Pro Tour                           | 2008 | Changchun      | CHN  | letzte 16     |               |           | 5    |
| JPN     | Pro Tour                           | 2008 | Santiago       | CHI  | Viertelfinale | letzte 16     |           |      |
| JPN     | Pro Tour                           | 2008 | Belo Horizonte | BRA  | letzte 16     | letzte 16     |           |      |
| JPN     | Pro Tour                           | 2007 | Bremen         | GER  | letzte 32     |               |           |      |
| JPN     | Pro Tour                           | 2007 | Toulouse       | FRA  | letzte 16     |               |           |      |
| JPN     | Pro Tour                           | 2007 | Wels           | AUT  | letzte 64     |               |           |      |
| JPN     | Pro Tour                           | 2007 | Nanjing        | CHN  | Viertelfinale | letzte 16     |           |      |
| JPN     | Pro Tour                           | 2007 | Chiba          | JPN  | letzte 32     |               |           |      |
| JPN     | Pro Tour                           | 2007 | Santiago       | CHI  | Gold          | Viertelfinale |           |      |
| JPN     | Pro Tour                           | 2007 | Belo Horizonte | BRA  | Gold          | letzte 16     |           |      |
| JPN     | Pro Tour                           | 2007 | Belo Horizonte | BRA  | Gold          | letzte 16     |           |      |
| JPN     | Pro Tour                           | 2007 | Salwa Cup      | KUW  | letzte 64     |               |           |      |
| JPN     | Pro Tour                           | 2007 | Doha           | QAT  | letzte 64     |               |           |      |
| JPN     | Pro Tour                           | 2006 | Belgrad        | SRB  | Viertelfinale | Viertelfinale |           |      |
| JPN     | Pro Tour                           | 2006 | Yokohama       | JPN  | letzte 64     |               |           |      |
| JPN     | Pro Tour                           | 2006 | Singapur       | SIN  | letzte 32     |               |           |      |
| JPN     | Pro Tour Grand Finals              | 2007 | Peking         | CHN  | letzte 16     |               |           |      |
| JPN     | Weltmeisterschaft                  | 2009 | Yokohama       | JPN  | letzte 64     |               |           |      |
| JPN     | Weltmeisterschaft                  | 2008 | Guangzhou      | CHN  |               |               |           | 3    |
| JPN     | Weltmeisterschaft                  | 2007 | Zagreb         | CRO  | letzte 32     | keine Teiln.  | letzte 32 |      |